# Partos

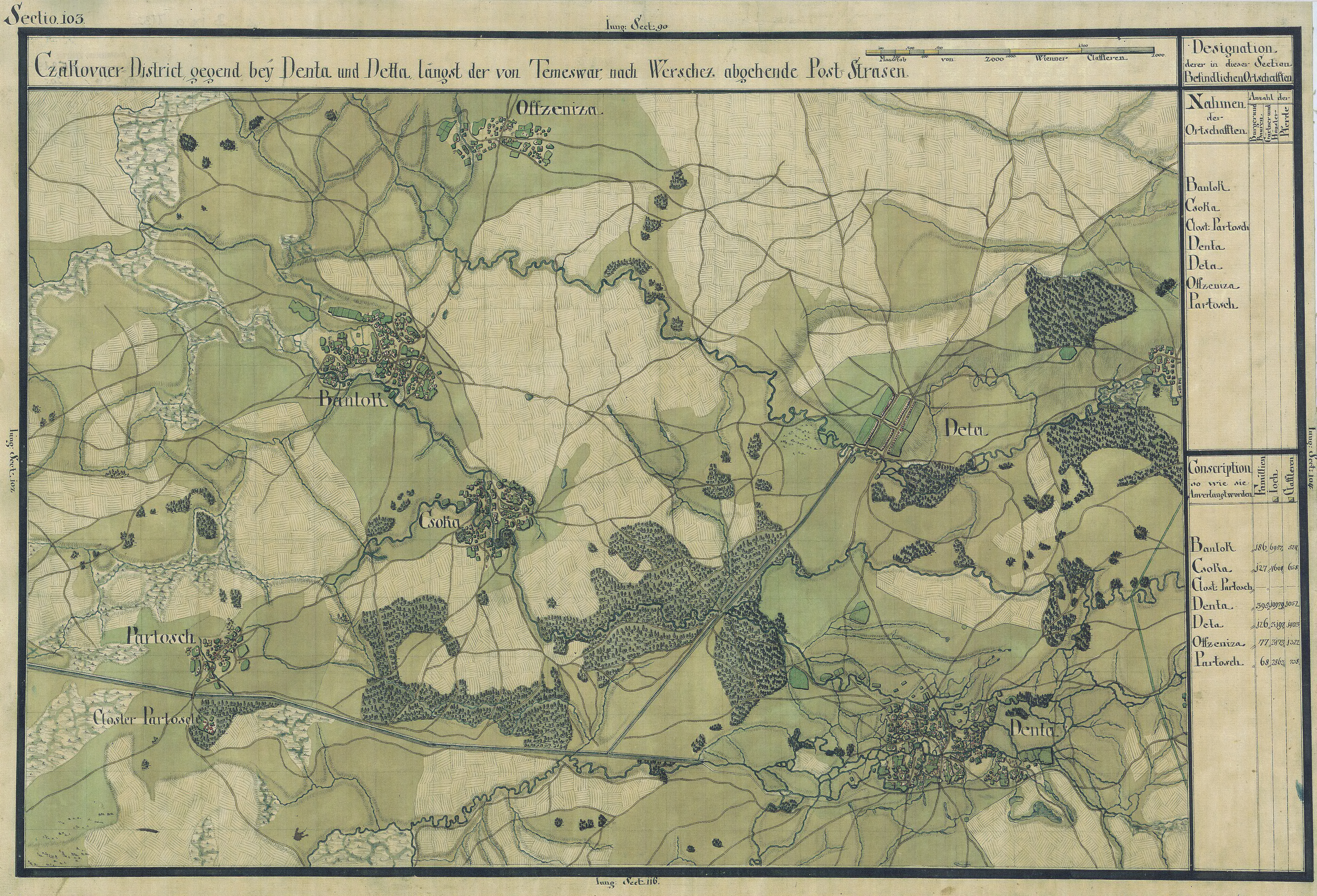
Partos egy régi térképen

Partos románul: Partoș, falu Romániában, a Bánságban, Temes megyében.

## Fekvése
Dettától délnyugatra, a Berzava-csatorna mellett fekvő település.

## Története
Partos a középkorban Temes vármegyéhez tartozott.
Nevét 1333-ban a pápai tizedjegyzékben említették először Partas néven, mint egyházas helyet. 1401-ben és 1406-ban szintén Partas, 1415-ben Parthas, 1481-ben Magyarparthas, Thothpartas, 1497-ben pedig  Parthaas nemes nevében, 1781-ben Magyarpartos, Tótpartas, 1723-1725 között Partha, 1806-ban és 1913-ban Partos formában volt említve.
1481-ben két ilyen nevű helységről: Magyarpartasról és Tótpartasról emlékeztek meg az oklevelek, és ekkor mindkét helység birtokosa a Partasi család volt. A falu a török hódoltság alatt sem pusztult el, az 1717. évi összeírás szerint, a verseczi kerülethez tartozott és 18 lakott háza volt. gróf Mercy térképén Partha néven, szintén a lakott helyek között volt feltüntetve. 1779-ben  Torontál vármegyéhez került.
A 19. század elején a gróf Draskovich család birtoka volt, 1838-ban pedig Karátsonyi Lázár volt a birtokosa, majd a 20. század elején gróf Karátsonyi Jenő birtoka lett. 1820 körül Szeged környéki katolikus telepesek költöztek ide. 1851-ben Fényes Elek írta a településről: „Partos, szerb-oláh falu, Torontál vármegyében, a Berzava partján, Bánlokhoz délre 1 órányira: 22 katholikus, 840 óhitű lakossal, s anyatemplommal, erdővel. 31 2/8 egész telekkel. Földesura Karácsonyi. Utolsó posta Detta.”
A középkori Nagypartassal együtt szerepelt az oklevelekben a mára már nem létező Péterlaka és Vissád is.

### Péterlaka
Péterlaka az 1332-1337. évi pápai tizedjegyzékekben Peturlaka néven fordult elő.

### Vissád
1446-ban Partos és Szóka között feküdt Vissád helység is, melyet 1442-1446 között Temes vármegyéhez számítottak.

## Nevezetességek
- Görög keleti kolostora a 16–18. század folyamán épült, benne a Szent Mihály és Gábriel arkangyaloknak szentelt templom 1750–1753 közötti. A romániai műemlékek jegyzékében a TM-II-a-A-06270 sorszámon szerepel.[1]